# Едмънд Кемпър
Едмънд Емил Кемпър III (роден на 18 декември, 1948) е американски сериен убиец и некрофил, който убива десетима души, включително баба си и дядо си от бащина страна, както и майка си. Известен е с големия си ръст – 206 см – и за изключително високото си IQ – 145. Един от псевдонимите на Кемпър е „Co-Ed Killer“, тъй като повечето от жертвите учат в училища, посещавани от момичета и момчета.
Роден в Калифорния, Кемпър има разстроено детство. Премества се в щата Монтана със злоупотребяващата си майка, преди да се върне в Калифорния, където убива баба си и дядо си от бащина страна, когато е на 15 години. Диагностициран е като параноиден шизофреник от психиатри.
Освободен е на 20-годишна възраст, след като убеждава психиатрите, че е реабилитиран. От жертвите си Кемпър е виждан като незаплашителен. Той търси млади стопаджийки по време на убийствата си и ги примамва в превозното си средство, кара ги до усамотени места, където ги убива, преди да вземе труповете им в къщата си, където ги разчленява. След това Кемпър убива майка си и един от приятелите си, преди да се предаде на властите.
Намерен за психично здрав и виновен по време на процеса през 1973 г., той пожелава смъртна присъда за престъпленията си. В Калифорния обаче смъртната присъда е преустановена и вместо това той получава осем доживотни присъди. Оттогава Кемпър е затворен в CMF. Няколко пъти отказва правото си на изслушване за условно освобождаване и заявява, че в затвора е „щастлив“.